# اسکنه‌دندان
اسکنه‌دندان‌ها (نام علمی: Celtedens) نام یک سرده از تیرۀ آلبان‌خزندگان و راستۀ دگردم‌داران است.